# Dejeaniops fallaciosus
Dejeaniops fallaciosus là một loài ruồi trong họ Tachinidae.